# Евеліна Лісовська
Евеліна Моніка Лісовська (пол. Ewelina Monika Lisowska, нар. 23 серпня 1991), польська співачка та автор пісень.

## Нурт
Компанія Nurth була заснована в 2007 році Макієком «Джонсоном» Вірговським. Лісовська фронтувала гурт під сценічним ім'ям Евелін Нурт. У 2009 році вони випустили свій перший міні-альбом під назвою «Revolution». У 2010 році вони випустили свій перший сингл під назвою «The Last Second Of Life», який вперше продемонстрував техніку криків Лісовської. На обкладинці синглу з'явився новий логотип Nurth червоними літерами з темним фоном. Вони випустили свій другий міні-альбом під назвою «Stay Away» у 2011 році. На зображенні зображений фіолетовий фон з тим же логотипом Nurth рожевими літерами. Основний витвір мистецтва показує, як виглядає замкова щілина з маленькою дівчинкою, що слідкує за совою з іншого боку. Остання відома пісня, пов'язана з гуртом, — «Communications Are Down» гурту Forever In Promise, в якій лісовська під сценічним ім'ям Евелін Нурт у 2012.No році була випущена або пов'язана з гуртом.